# Южный Судан
Ю́жный Суда́н (англ. South Sudan, динка Paguot Thudän), официальное название — Респу́блика Ю́жный Суда́н (англ. Republic of South Sudan [rɪˈpʌblɪk ɒv saʊθ suːˈdɑːn]) — государство в Восточной Африке со столицей в Джубе (предполагается перенос столицы в центральную часть страны — в учреждаемый в Озёрной провинции столичный округ город Рамсель).
Государство Южный Судан граничит с Эфиопией на востоке, Кенией, Угандой и Демократической Республикой Конго на юге, Центральноафриканской Республикой на западе и Суданом на севере; общая протяжённость границ составляет 6018 км. Площадь — 644 329 км². Со времени отделения от Судана не имеет выхода к морю. 
Население на 2016 год — до 13 млн человек. По итогам суданской переписи 2008 года, население Юга составило 8 260 490 человек, однако власти Южного Судана эти данные не признают. Государственный язык — английский.
Суверенный статус Южного Судана вступил в силу 9 июля 2011 года, после подписания декларации о провозглашении его независимым государством. Член ООН с 14 июля 2011 года, наиболее молодое международно признанное государство в мире.

## География

### Климат
Засушливый период в регионе весьма непродолжителен и длится только в зимние месяцы (на севере он более продолжителен, но всё равно длится меньшую часть года). Годовое количество осадков колеблется от 700 мм на севере до около 1400 мм на юго-западе.

### Растительный и животный мир
Южный Судан населяет большое количество диких животных. Исследования Всемирного фонда дикой природы доказали, что Национальный парк Бома к западу от эфиопской границы, а также болотистые районы Судда и Южного национального парка[англ.] недалеко от границы с Конго являются уникальными природными образованиями для проживания крупных популяций конгони, африканской антилопы коб, топи, буйволов, слонов, жирафов, и львов.
В Южном Судане есть леса, которые делятся на две части: это муссонные (тропические) леса на юге (95 %) и экваториальные на крайнем юге (5 %).

## Административное деление
С 2020 года Южный Судан делится на 79 округов в составе 12 провинций — 10 штатов и 2 административных районов. Штаты (англ. state — «штат») возглавляются губернаторами, а административные районы — главными администраторами. Округа делятся на паямы и бомы.
В стране выделяют 3 исторических региона: Бахр-эль-Газаль (северо-западные провинции), Большой Верхний Нил (северо-восточные провинции), Экватория (южные провинции).

### Территории со спорным статусом
- Район Абьей в Варабе в Южном Кордофане, контролируемый Суданом. В соответствии с Найвашским соглашением статус территории должен определиться путём референдума.
- Треугольник Илеми в Восточной Экватории, контролируемый Кенией. Статус неясен из-за противоречивости документов колониальной эпохи.
- Район Кафия-Кинги в Южном Дарфуре, контролируемый Суданом. Район был частью Бахр-эль-Газаля в 1956 году, передан в состав Дарфура в 1960 году. Правительство Судана признало с 9 июля 2011 года Республику Южный Судан в границах на 1 января 1956 года[12], при этом, в соответствии с Найвашским соглашением, речь идёт не об административной границе того времени, а о разграничительной линии между Севером и Югом, существовавшей на момент получения Суданом независимости 1 января 1956 года. В частности, известно, что эта линия как минимум в одном месте (в районе Абьей) не совпадает с границей провинций, существовавших в 1956 году. Какая из административных границ (1956 или 1960 года) в своей западной части соответствует разграничительной линии, неизвестно, и каждое государство признаёт ту границу, которую посчитает нужным (ср. Треугольник Халаиба). США признают границу 1956 года (на картах ЦРУ рассматриваемая территория обозначается как часть Южного Судана[13]). Россия признаёт границу провинций на момент разделения страны (то есть соответствующую административной границе 1960 года), считая, что она в целом повторяет разграничительную линию 1956 года, при этом МИД России и Росреестр сведениями о точном прохождении разграничительной линии 1956 года в том районе не располагают и рассматривают существующую границу как временную до окончания переговоров[14].

## История

### До независимости
Ко времени колонизации Африки европейскими странами в Южном Судане не существовало государственных образований в современном понимании.
Арабы за многовековую историю также не смогли интегрировать этот регион. Некоторый прогресс произошёл при османском правлении, когда в 1820—1821 годах зависимый от Порты египетский режим Мухаммеда Али начал активную колонизацию региона.
В период существования англо-египетского Судана (1898—1955 гг.) Великобритания старалась ограничить исламское и арабское влияние на Южный Судан, введя отдельное управление соответственно Севером и Югом Судана, а в 1922 году даже издав Акт о введении виз для суданского населения на передвижение между двумя регионами. Одновременно проводилась христианизация Южного Судана. В 1956 году было провозглашено создание единого суданского государства со столицей в Хартуме, а в управлении страной закрепилось доминирование политиков с Севера, пытавшихся проводить арабизацию и исламизацию Юга.
Подписание в 1972 году Аддис-абебского соглашения привело к прекращению 17-летней Первой гражданской войны (1955—1972) между арабским Севером и негритянским Югом и предоставлению Югу определённого внутреннего самоуправления.
После примерно десятилетнего затишья захвативший власть в результате военного переворота 1969 года Джафар Нимейри возобновил политику исламизации. В уголовное законодательство страны были введены предусмотренные исламским правом такие виды наказаний, как забивание камнями, публичная порка и отсечение рук, после чего вооружённый конфликт возобновила Народная армия освобождения Судана.
По американским оценкам, за два десятилетия, прошедшие с момента возобновления вооружённого конфликта на юге Судана, правительственные войска уничтожили около 2 млн мирных жителей. В результате периодических засух, голода, нехватки топлива, расширяющегося вооружённого противостояния, нарушения прав человека более 4 млн южан были вынуждены покинуть свои дома и бежать в города или в соседние страны — Эфиопию, Кению, Уганду и ЦАР, а также в Египет и Израиль. Южносуданские беженцы лишены возможности обрабатывать землю или иным способом зарабатывать на жизнь, страдают от недоедания и неправильного питания, лишены доступа к образованию и здравоохранению. Многолетняя война привела к гуманитарной катастрофе.
Переговоры между повстанцами и правительством в 2003—2004 годах формально завершили 22-летнюю вторую гражданскую войну, хотя отдельные вооружённые столкновения в ряде южных районов имели место и позже.
9 января 2005 года в Кении было подписано Найвашское соглашение, предоставившее региону автономию, а лидер Юга Джон Гаранг стал вице-президентом Судана. Южный Судан получил право после 6 лет автономии провести референдум о своей независимости. Доходы от добычи нефти в этот период должны были, по соглашению, делиться поровну между центральным правительством и руководством южной автономии. Это несколько разрядило напряжённую обстановку. Однако 30 июля 2005 Гаранг погиб в результате крушения вертолёта, и обстановка вновь стала накаляться. Для урегулирования конфликта в сентябре 2007 года Южный Судан посетил Генеральный Секретарь ООН Пан Ги Мун. Международное сообщество ввело в зону конфликта миротворческие и гуманитарные силы. В течение 6-летнего периода власти юга организовали достаточно полный и эффективный контроль своей территории действующим Правительством Южного Судана со всеми министерствами, включая вооружённые силы и органы правопорядка. По всем оценкам, способность и желание неарабского региона жить самостоятельно не вызывали сомнения. В июне 2010 года США объявили, что будут приветствовать появление нового государства в случае положительного исхода референдума. Накануне референдума, 4 января 2011 года президент Судана Омар аль-Башир во время визита в южносуданскую столицу Джубу пообещал признать любые итоги плебисцита, и даже выразил готовность принять участие в официальных празднованиях по случаю образования нового государства, если на референдуме южане проголосуют за независимость. Кроме того, он обещал свободу перемещения между двумя странами, предложил помочь южанам создать безопасное и стабильное государство, а также организовать равноправный союз двух государств наподобие Евросоюза, если Юг обретёт независимость. В результате положительного исхода референдума новое государство было провозглашено 9 июля 2011 года.

### Референдум 2011 года
С 9 по 15 января 2011 года в Южном Судане прошёл референдум по вопросу независимости от Судана. Кроме того, должен был пройти референдум в районах у города Абьей по вопросу вхождения в состав Южного Судана, однако он был отложен.
22 декабря 2009 парламент Судана одобрил закон, устанавливающий правила проведения референдума 2011 года. 27 мая 2010 Президент Судана Омар аль-Башир пообещал провести в намеченный срок, в январе 2011 года, референдум по самоопределению Южного Судана. В подготовке к референдуму приняли активное участие сотрудники ПРООН и других международных организаций, оказав, в том числе, финансовую помощь. Официальные результаты референдума были объявлены 7 февраля, согласно им, за отделение Южного Судана было подано 98,83 % от общего числа признанных действительными бюллетеней. Официальное провозглашение нового государства произошло 9 июля 2011 года, до этой даты Судан продолжал существовать как единое государство.

### Период независимости
Ещё до международного признания, в мае 2011 года, начался и продолжался до августа вооружённый конфликт между Южным Суданом и Суданом в спорной зоне Южного Кордофана.
Летом 2011 года была введена национальная денежная единица — южносуданский фунт.
В марте—апреле 2012 года вооружённый конфликт между Южным Суданом и Суданом произошёл в Хеглиге.
18 апреля 2012 года Южный Судан стал членом Международного валютного фонда и Всемирного банка.
Планируется строительство новой столицы Рамсель, а также нескольких других новых городов и коренная реконструкция некоторых существующих.
В стране, унаследовавшей от гражданских войн не менее 7 вооружённых групп и имеющей несколько этносов, продолжают происходить конфликты и восстания.
В декабре 2013 в Южном Судане вспыхнул новый масштабный вооружённый конфликт, переросший в гражданскую войну.
В апреле 2014 года на саммите Восточноафриканского сообщества должен был решаться вопрос об официальном присоединении Южного Судана в качестве шестой страны-участницы интеграционного блока, однако Южный Судан сам попросил отложить этот вопрос по внутренним причинам (в стране шла гражданская война). В марте 2016 года Южный Судан был окончательно принят в ВАС.
3 марта 2015 года Совет безопасности Организации Объединённых Наций принял резолюцию 2206 (2015) и ввёл санкции ООН против Южного Судана из-за продолжающейся жестокой гражданской войны. Так, были введены запрет на поездки в другие страны-члены ООН в отношении некоторых должностных лиц Южного Судана и замораживание активов физических лиц или организаций, внесённых Комитетом, учреждённым резолюцией 2206 (2015) в санкционный перечень.
В 2017 году в стране случился массовый голод.
В 2020 году, по итогам завершившейся войны, было создано коалиционное правительство из представителей двух основных народов. Было изменено административное устройство страны и также вернулось 10 штатов с дополнением трёх административных районов.

## Население
Население Южного Судана составляет, по разным данным, от 7,5 до 13 млн человек. По итогам суданской переписи 2008 года, население Юга составило 8 260 490 человек, однако власти Южного Судана эти результаты не признают, поскольку центральное бюро статистики в Хартуме отказалось предоставить им исходные данные по региону для собственной обработки и оценки.
Большинство населения Южного Судана принадлежит к негроидной расе. Основную группу населения составляют представители нилотских народов, наиболее многочисленными из которых являются динка, нуэр, азанде, бари и шиллук.

### Язык
Официальным языком страны является английский. Большинство жителей Южного Судана говорит на одном из множества нилотских, адамава-убангийских, центральносуданских и других языков и наречий, крупнейшим из которых является язык динка. Для межнационального общения продолжают применяться варианты арабского языка: суданский диалект на севере и южносуданский пиджин на юге страны.

### Религия
| Религия в Южном Судане (2012) | Религия в Южном Судане (2012) | Религия в Южном Судане (2012) | Религия в Южном Судане (2012) | Религия в Южном Судане (2012) |
| Религия                       |                               |                               |                               |                               |
| ----------------------------- | ----------------------------- | ----------------------------- | ----------------------------- | ----------------------------- |
| Христианство                  |                               |                               | 60,5 %                        |                               |
| АТР                           |                               |                               | 32,9 %                        |                               |
| Ислам                         |                               |                               | 6,2 %                         |                               |
| Другие                        |                               |                               | 0,4 %                         |                               |

Большинство населения Южного Судана исповедует либо христианство, либо традиционные африканские анимистические религии. Африканская внутренняя церковь в Судане (англ. Africa Inland Church Sudan) — христианская деноминация, работающая в Южном Судане.
Существует небольшая исламская община.
По имеющимся данным, относительная доля приверженцев традиционных африканских религий и христианства различна. Исследование 2019 года показало, что протестантов в Южном Судане больше, чем католиков.

## Вооружённые силы
Вооружённые силы Южного Судана фактически берут начало в 2007 году, когда министр по делам НАОС Доминик Дим Дэнг заявил о необходимости наземных, воздушных и речных сил. В Южном Судане наряду с армией существует большая полиция.

## Внешняя политика
Ряд государств объявили о том, что намерены признать независимость Южного Судана задолго до 9 июля 2011 года. Правительство Судана приветствовало итоги референдума и заявило, что планирует открыть посольство в Джубе после разделения государства на две части, соседние страны, кроме Чада и поначалу Эритреи, также приветствовали независимость региона. Уже в первые дни несколько десятков стран признали Южный Судан. Россия также установила дипломатические отношения с Южным Суданом 22 августа 2011 года.
Великобритания и ряд других государств объявили о планах открыть посольство в Южном Судане.
Крайне напряжёнными, вплоть до вооружённых конфликтов, остаются отношения с Суданом, с которым имеются территориальные и экономические споры. Между Южным Суданом и Суданом произошли вооружённые конфликты в спорной зоне Южного Кордофана в мае — августе 2011 года и в Хеглиге в марте — апреле 2012 года.
Единственное из африканских государств, не подписавшее договор Пелиндаба о запрещении ядерных испытаний в Африке.

## Экономика
Нефть — главный ресурс страны, на который опирается вся экономика Южного Судана. В 2013 году её добыча составила 4,9 млн тонн (99 тыс. баррелей в сутки). Тем не менее Северный Судан контролирует трубопроводы, через которые нефть идёт на экспорт, в связи с этим у каждой стороны присутствуют собственные интересы по вопросам, связанным с распределением нефтяной прибыли. Министр инвестиций Южного Судана генерал-полковник Ояй Денг Аджак неоднократно заявлял о необходимости международного решения вопроса нефтеносного района Абьей.
Экономически Южный Судан сильно зависит от Китая; китайская сторона, в частности, не только инвестирует в добычу нефти в этой стране, но и кредитует её экономику. Кроме того, Китай является главным торговым партнёром Южного Судана. В 2017 году КНР поставила Южному Судану товаров на $2,34 млрд, а закупила, в первую очередь, нефть и золото на $611 млн.
Нефтяной сектор (включая добычу, переработку и др.) занимает около 60 % ВВП, сфера услуг — 22 %, сельское, лесное хозяйство и рыболовство — 15 %, др. отрасли промышленности и строительства — 3 %.
Площадь сельхозугодий около 28,5 млн га (2014), в том числе пастбища около 25,8 млн га). Выращивают зерновые (в том числе сорго), фрукты, овощи, кунжут, арахис, маниок и др. Поголовье (миллионов голов): овец — около 16,8, птицы — 15, коз — около 13,6, крупного рогатого скота — свыше 11,8. Объём улова рыболовства составляет 37 тыс. т (2014).

## Здравоохранение
Система здравоохранения в Южном Судане развита плохо, что в сочетании с общим низким уровнем грамотности в стране, а также слабо развитой инфраструктурой значительно препятствует борьбе с болезнями.
В Южном Судане распространены малярия и холера. Несмотря на международное вмешательство, многие жители не имеют доступа к квалифицированной медицинской помощи, что стало в 2010 году одной из причин вспышки чёрной лихорадки.
В Южном Судане один из самых высоких в мире уровень распространённости ВИЧ-инфекции, однако точные данные по стране отсутствуют. Согласно отчётам специальной сессии Генеральной ассамблеи ООН за 2008 год, 3,1 % взрослых жителей страны ВИЧ-инфицированы. Это число почти в два раза выше, чем в соседнем Судане.
В Южном Судане зарегистрирован ряд редких заболеваний, не встречающихся больше нигде за пределами данной страны. Например, в южной части страны наблюдается редкая болезнь неизвестной природы, носящая название кивательного синдрома. Она распространена на относительно небольшой территории и поражает в основном детей от 5 до 15 лет. По состоянию на 2011 год число заболевших составляет несколько тысяч человек. Ни причины заболевания, ни средства его лечения в настоящее время неизвестны.

### Эпидемия холеры
В конце апреля 2014 года в Южном Судане отмечена вспышка острого диарейного заболевания. 6 мая была лабораторно подтверждена холера. К 19 мая в столице Южного Судана Джубе умерли уже 9 человек, 138 инфицированы. ЮНИСЕФ сообщил о стремительном распространении болезни. Случаи заболевания, помимо ранее зафиксированных в Джубе, были отмечены в ещё двух провинциях — Верхний Нил и Джонглей. Ситуация усугубилась тем, что около 1 млн человек покинули свои дома из-за этнического конфликта, а кроме того, начался сезон дождей. Лагеря беженцев перенаселены. Так, в северном городе Бентиу, где живут уже десятки тысяч беженцев, в апреле 2014 года получали в день лишь 1 литр воды на каждого, а один туалет приходился на 350 человек.

## Образование
В Южном Судане расположены Католический университет Судана, университет Джубы и Университет Верхнего Нила. В стране самый низкий ИЧР в мире. Согласно некоторым оценкам, 80 % населения не умеют ни читать, ни писать. Конституция Южного Судана предписывает бесплатное начальное образование. Начальное образование длится 8 лет, за ним следуют 3 года среднего образования, а затем 4 года обучения в университете.